# Roberto Parra
Roberto Parra (Roberto Parra Mateo; * 6. April 1976 in Socuéllamos, Provinz Ciudad Real) ist ein ehemaliger spanischer Mittelstreckenläufer.
Über 800 m gewann er 1996 bei den Leichtathletik-Halleneuropameisterschaften in Stockholm Gold und erreichte bei den Leichtathletik-Europameisterschaften 1998 in Budapest sowie bei den Leichtathletik-Weltmeisterschaften 1999 in Sevilla das Halbfinale. 2000 wurde er Fünfter bei den Halleneuropameisterschaften in Gent und schied bei den Olympischen Spielen in Sydney im Vorlauf aus.
2003 wurde er jeweils über 1500 m Neunter bei den Hallenweltmeisterschaften in Birmingham und Zehnter bei den Weltmeisterschaften in Paris/Saint-Denis.
Zweimal wurde er Spanischer Meister über 800 m im Freien (1998, 2000) und fünfmal in der Halle (1996, 1998–2001).

## Persönliche Bestzeiten
- 800 m: 1:44,97 min, 2. Juni 1996, Madrid
  - Halle: 1:46,48 min, 15. Februar 2001, Stockholm
- 1500 m: 3:35,02 min, 27. August 2003, Saint-Denis
  - Halle: 3:34,66 min, 22. Februar 2003,	Sevilla